# Villabyerne
Villabyerne er en lokal ugeavis, der dækker Gentofte Kommune.
Avisen var oprindeligt udgivet af Politikens Lokalaviser, men er siden 2020 udgivet af Sjællandske Medier.

## Historie
Avisen blev grundlagt i 1906 af Politikens Hus under navnet Politiken – Distriktsblad for Hellerup,Gentofte, Charlottenlund etc. og som den første af koncernens lokale ugeaviser. Fra 1916 omdøbtes den til Villabyernes Blad og i 1962 til Villabyerne.
Avisen afløste flere mindre ugeaviser i Klampenborg, Ordrup, Gentofte og Hellerup. Fra 1906 frem til 1946 forsøgte op mod ti andre ugeaviser at etablere sig i området, men først i 1947 lykkedes det en konkurrent at få fodfæste. Det var Gentofte-Vangede Folkeblad, der udkom frem til 1983. Fra 1949-1990 var der yderligere 12 lokale ugeaviser, der forsøgte sig, men samtlige bukkede under indenfor fem år efter premieren. I 2004 forsøgte tidligere chefredaktør på B.T. Kristian Lund sig med et gratis dagblad, kaldet Aftenposten. Planerne blev siden nedskaleret til en ugeavis, der udkom første gang fredag den 26. marts og lukkede efter blot to udgaver. For at forsvare markedet lancerede Politikens Lokalaviser den daglige gratisavis, Hver/DAG, der blev udgivet fra februar til juli 2016, hvor den blev afløst af Villabyerne Weekend, som udkom sammen med Søndagsavisen. Den udkom for sidste gang i 2018.
Villabyerne fik i 2016 prisen som Årets Ugeavis for en historie om, at det høje antal af au pairs i Gentofte Kommune reducerer kvoten af flygtninge, kommunen skal modtage.
Politiken frasolgte i 2019 mange af sine ugeaviser til Sjællandske Medier, der med virkning fra 1. januar 2020 overtog Villabyerne.
I 2021 udkom avisen i 33.956 eksemplarer.